# بنش (بلژیک)
شهر بنش (به فرانسوی: Binche) در شهرستان توئن در استان انو در منطقه فدرال والوون در کشور بلژیک واقع شده‌است.